# Matti Bye
Matti Bye (* 25. Juli 1966 in Stockholm) ist ein schwedischer Musiker und Komponist.

## Leben
Bye ist Sohn der Schauspielerin Brigitta Andersson und des Dramatikers Anders Bye.
Bekannt wurde Bye durch neu komponierte Musik für schwedische Stummfilme wie Der Fuhrmann des Todes (1921) oder Gösta Berling (1924). Für Arte komponierte Matti Bye die neue Filmmusik zu dem Stummfilm Der Todeskuss (1916) von Victor Sjöström. Er arbeitet jedoch auch für zeitgenössische Produktionen wie Die ewigen Momente der Maria Larsson (2008). 2016 war er an Der Hunderteinjährige, der die Rechnung nicht bezahlte und verschwand beteiligt.
Für das Schwedische Filminstitut arbeitet er seit 1989 als Live-Pianist für Stummfilm-Aufführungen. Bye trat bei zahlreichen großen Stummfilmfestivals als Pianist auf, u. a. beim Pordenone Stummfilm-Festival, beim Filmfestival Bologna, bei den Internationalen Filmfestspielen Berlin und beim Midnight Sun Film Festival in Sodankylä.
2009 gewann er den schwedischen Filmpreis Guldbagge für die Filmmusik zur skandinavischen Filmproduktion Die ewigen Momente der Maria Larsson (Maria Larssons eviga ögonblick).

## Filmografie (Auswahl)
- 2008: Die ewigen Momente der Maria Larsson (Maria Larssons eviga ögonblick)
- 2013: Der Hundertjährige, der aus dem Fenster stieg und verschwand (Hundraåringen som klev ut genom fönstret och försvann)
- 2016: Der Hunderteinjährige, der die Rechnung nicht bezahlte und verschwand (Hundraettåringen som smet från notan och försvann)
- 2020: Der junge Wallander (Young Wallander, Fernsehserie)
- 2020: Tove
- 2021: Young Royals (Young Royals, Netflixserie)
- 2023: Detective No. 24 (Detektiven från Beledweyne, Fernsehserie)
- 2024: Ei koskaan yksin